# Phillip Island (Victoria)
Phillip Island ist eine Insel im australischen Bundesstaat Victoria. Sie liegt etwa 80 Kilometer Luftlinie südöstlich von Melbournes Innenstadt entfernt und ist über eine 640 Meter lange Betonbrücke erreichbar. Die Insel erreicht ihre größte Höhe im Südwesten im Woolamai Hill  bei Cape Woolamai, der sich steil auf 109 Meter erhebt. Phillip Island ist der Western Port Bay vorgelagert. 4,7 Kilometer nordöstlich von Phillip Island liegt French Island in der Western Port Bay. 

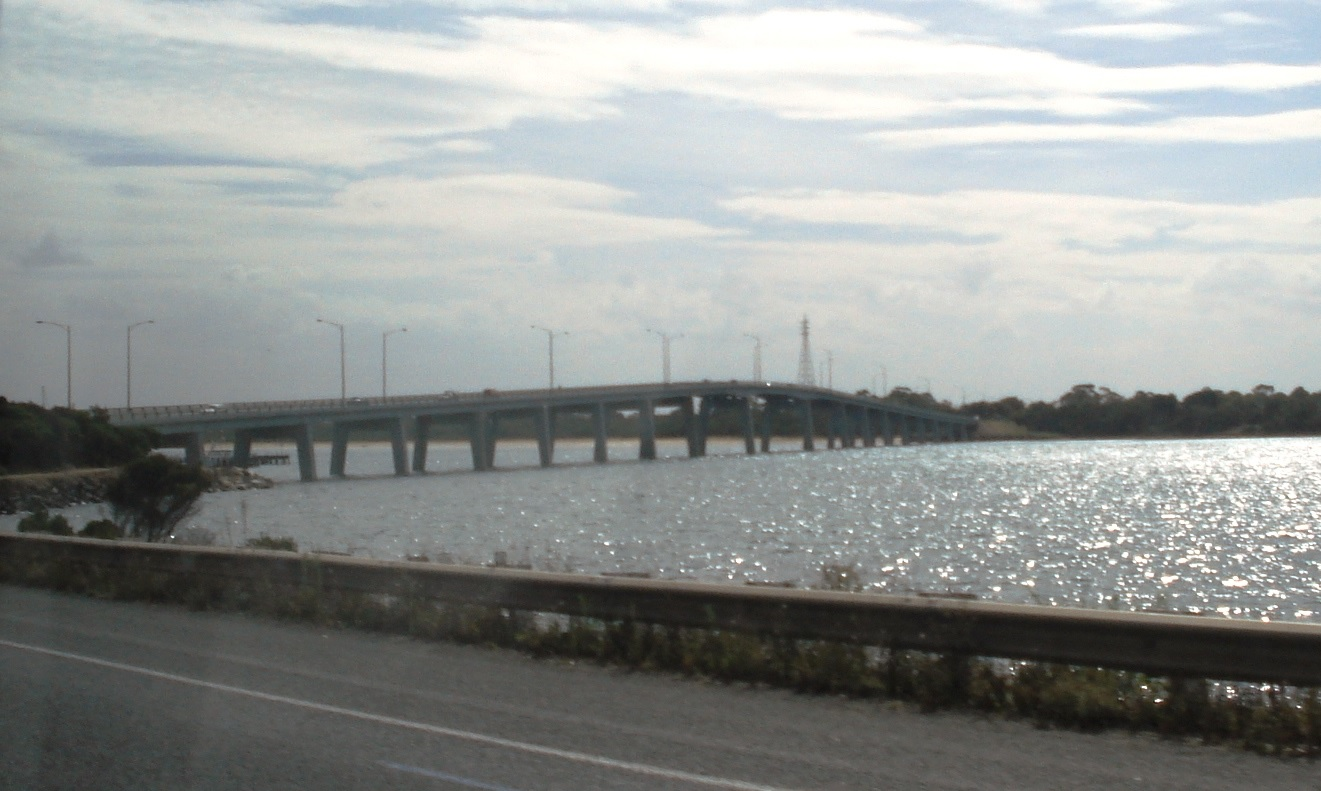
Brücke zur Insel

Phillip Island gehört zum Gemeindebezirk Bass Coast Shire und besteht im Wesentlichen aus drei der sieben wards des Bezirks, nämlich Churchill, McHaffie und Thompson, sowie einen kleinen Teil des wards Anderson.
3,5 Millionen Menschen besuchen jedes Jahr die Insel, deren größter Teil aus dem Phillip Island Nature Park mit Naturlandschaften und reichhaltiger Fauna besteht.
Die bekannteste Attraktion ist die sogenannte Penguin Parade. Morgens ziehen ganze Gruppen von Zwergpinguinen zusammen über den Strand von ihren Behausungen an der Küste ins Meer, um dort Fisch für sich und ihre Jungen zu fangen. Am Abend kehren sie dann wieder zu ihren Bauten an der Felsküste zurück. Zu den Pinguin-Wanderzeiten finden sich viele Touristen an der Küste ein, um dieses Ereignis zu beobachten.

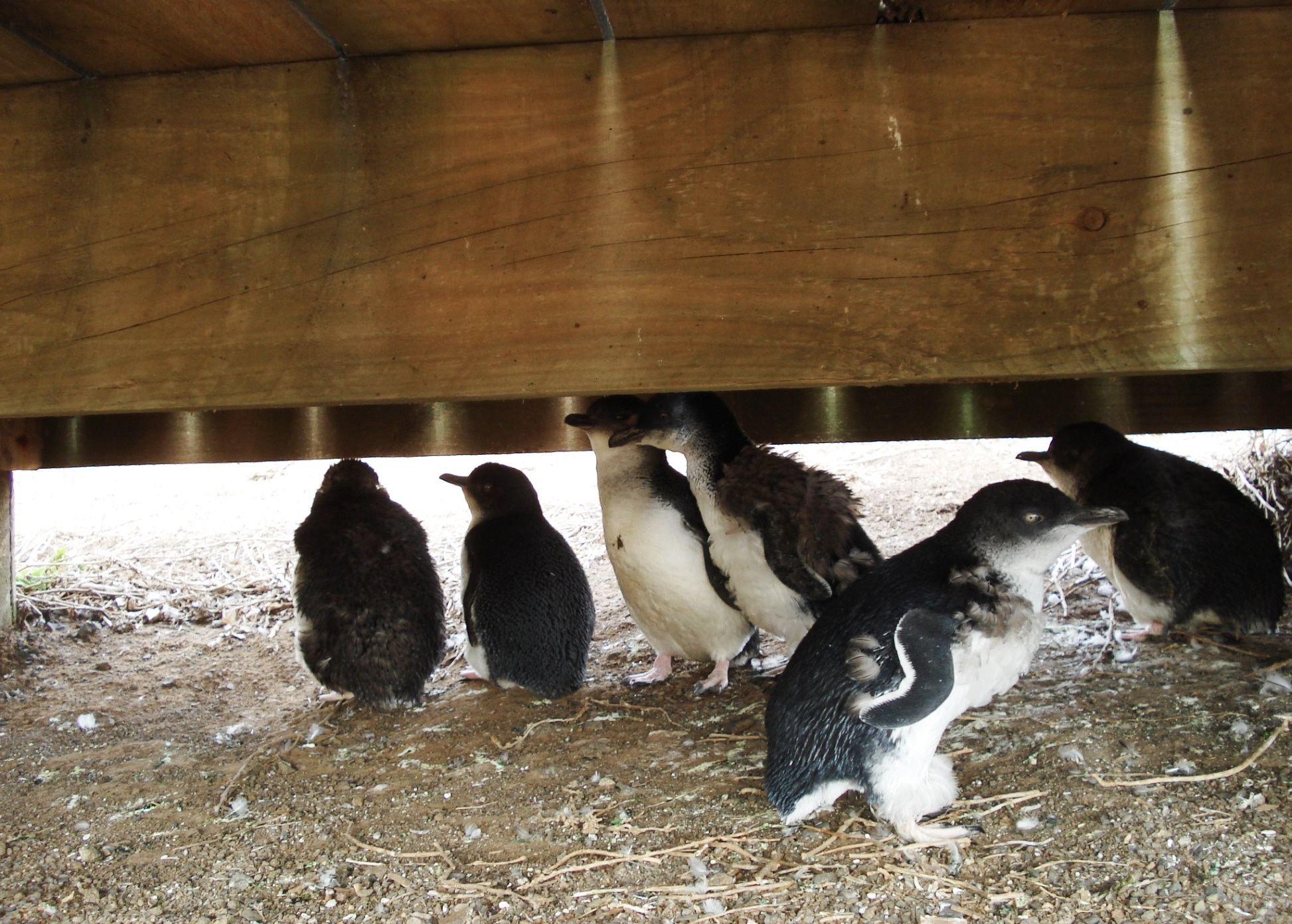
Zwergpinguin-Jungtiere (Eudyptula minor) unter einem Bohlenweg auf Phillip Island

Auf der Insel liegt die traditionsreiche Motorsport-Rennstrecke Phillip Island Circuit, auf der u. a. jährlich der Große Preis von Australien für Motorräder im Rahmen der Motorrad-Weltmeisterschaft sowie ein Lauf zur Superbike-Weltmeisterschaft ausgetragen wird.
Die Insel ist benannt nach Arthur Phillip, dem ersten Gouverneur von New South Wales.

## Persönlichkeiten
Auf der Insel wuchsen die (in Melbourne geborenen) Brüder Chris, Liam und Luke Hemsworth auf. Alle drei arbeiten heute als Schauspieler, ihre Eltern wohnen noch auf der Insel.

## Klima
|                   | Jan  | Feb  | Mär  | Apr  | Mai  | Jun  | Jul  | Aug  | Sep  | Okt  | Nov  | Dez  |   |       |
|                   |      |      |      |      |      |      |      |      |      |      |      |      |   |       |
| Niederschlag (mm) | 31,6 | 25,8 | 55,4 | 62,8 | 67,8 | 87,0 | 83,6 | 86,9 | 71,9 | 66,6 | 63,4 | 55,9 | Σ | 758,7 |
|                   |      |      |      |      |      |      |      |      |      |      |      |      |   |       |
| Regentage (d)     | 8,1  | 6,6  | 9,9  | 13,5 | 14,3 | 15,9 | 18,5 | 19,3 | 17,0 | 13,5 | 12,4 | 9,8  | Σ | 158,8 |

|  |

|  |

|  |

|  |

|  |

|  |

|  |

|  |

|  |

|  |

|  |

|  |

|  |

|  |

|  |

|  |

|  |

|  |

|  |

|  |

|  |

|  |

|  |

|  |